# Triflorensia
Triflorensia är ett släkte av måreväxter. Triflorensia ingår i familjen måreväxter.
Kladogram enligt Catalogue of Life:
| Triflorensia | \| \| Triflorensia australis \| \| \| \| \| \| Triflorensia cameronii \| \| \| \| \| \| Triflorensia ixoroides \| \| \| \| |
|              | \| \| Triflorensia australis \| \| \| \| \| \| Triflorensia cameronii \| \| \| \| \| \| Triflorensia ixoroides \| \| \| \| |
|              | Triflorensia australis |
|              | |
|              | Triflorensia cameronii |
|              | |
|              | Triflorensia ixoroides |
|              | |